# Zamba de mi esperanza
«Zamba de mi esperanza», a veces mencionada como «De mi esperanza», es una conocida canción del folclore argentino, en ritmo de zamba, escrita por el mendocino Luis Profili en la década de 1950, aunque registrada con el seudónimo de Luis H. Morales en 1964. La canción fue difundida inicialmente por Jorge Cafrune, que la popularizó tanto en Argentina como internacionalmente. El tema también es asociado con Los Chalchaleros, quienes lo incorporaron a su repertorio permanente desde 1965. Se trata del tema más popular de la música de raíz folclórica de Argentina y uno de los trece más populares de la música popular de ese país.

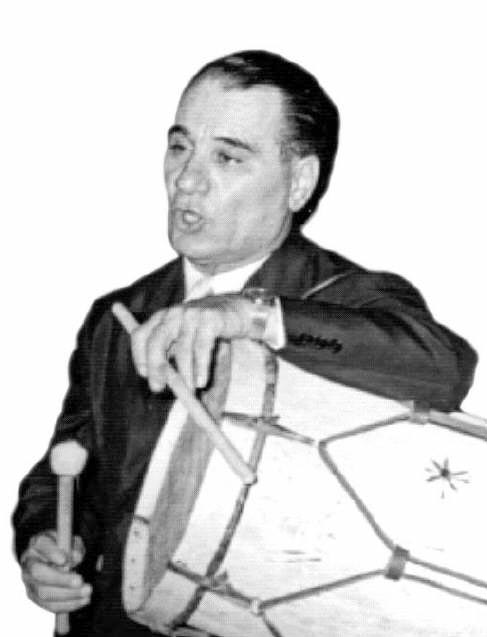
Luis Profili cantando mientras acompaña con bombo

La letra de la canción carece de contenido político o social, pero fue prohibida por la dictadura militar instalada en Argentina en 1976. En 1978 Jorge Cafrune la cantó, entre otras canciones igualmente «problemáticas», a pedido del público en el Festival de Cosquín, haciendo caso omiso de la prohibición, luego de decir: «Aunque no esté en el repertorio autorizado, si mi pueblo me la pide la voy a cantar». Pocos días después falleció al ser atropellado por una camioneta Rastrojero, existiendo serias sospechas de que pudo tratarse de un asesinato ordenado por el régimen militar.

## Historia

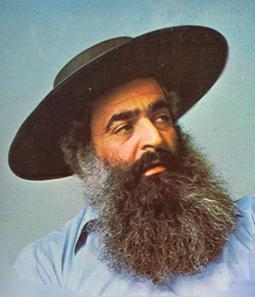
El cantautor jujeño Jorge Cafrune en 1978 desafió la censura cantando «Zamba de mi esperanza» en el Festival de Cosquín y días después falleció luego de ser atropellado por un Rastrojero (antigua camioneta pickup) que se dio a la fuga. Existen serias sospechas de que pudo haber sido un asesinato ordenado por la dictadura militar que había tomado el poder, como represalia por haber cantado la canción.

«Zamba de mi esperanza» fue compuesta por Luis Profili en la década de 1950. Profili (1906-1975) era un empresario de la construcción mendocino residente en San Martín, aficionado a la música folclórica y en especial a la zamba, que cantaba acompañándose con la guitarra o el bombo y componía canciones sin conocimientos de escritura musical. Una de esas canciones fue «Zamba de mi esperanza», que se fue haciendo conocida entre los participantes de las peñas y reuniones de amigos en las que cantaba incidentalmente Profili.
En esas circunstancias la oyeron Los Hermanos Albarracín, dúo riojano relacionado con Jorge Cafrune, «el Turco», cantante jujeño de origen árabe, quien había grabado en su álbum, Folklore (1962), el tema «Virgen india» de los Albarracín, que se constituyera también en su primer éxito.
Así fue grabada como tema inicial del quinto álbum solista de Cafrune, Emoción, canto y guitarra (1964). Horacio Fontova ha bromeado sobre su popularidad diciendo que «el que no conoce Zamba de mi esperanza es un marine».
Argentina vivía un momento de boom de la música folklórica argentina, que resultaba cada vez más popular, en el marco de grandes transformaciones socioeconómicas, caracterizadas por un amplio proceso de industrialización con centro en Buenos Aires, que impulsó una gran ola de migración interna a partir de 1930, del campo a la ciudad y de las provincias (interior) a la Capital.
En enero de 1978 Jorge Cafrune cantó «Zamba de mi esperanza» en el Festival de Cosquín. Pocos días después, el 31 de enero de 1978, murió atropellado por un automovilista que se dio a la fuga cuando el artista se dirigía a caballo a Yapeyú. Existen serias sospechas de que se trató de un asesinato ordenado por el gobierno militar y ejecutado por el entonces teniente Carlos Villanueva, a quien dos sobrevivientes del centro clandestino de detención La Perla han señalado como la persona que dijo que «había que matarlo para evitar que otros cantantes hicieran lo mismo».
Tres años después, el cantautor nicaragüense Carlos Mejía Godoy compuso «Nicaragua Nicaragüita», una canción emblemática de la Revolución Sandinista, que contiene un fragmento musical, en el segundo verso, muy similar a la melodía de «Zamba de mi esperanza». La poetisa salvadoreña Nora Méndez ha investigado el origen de la canción de Mejía Godoy y descubrió que fue concebida en la casa de una mujer argentina, para concluir que la zamba de Profili, ya por entonces mundialmente famosa en la versión de Cafrune, seguramente influyó en ese fragmento de «Nicaragua Nicaragüita».

## Letra
La letra tiene la estructura clásica de la zamba, con dos partes (primera y segunda), de dos estrofas cada una, y un estribillo. Cada estrofa tiene cuatro versos, de siete sílabas los impares y de nueve sílabas los pares; en el canto se repiten los dos últimos.
Las dos estrofas de cada parte se distinguen por el hecho de que mientras la primera es de rima asonante alterna (A-B-A-B), la segunda es de rima asonante constante solo en los versos pares (A-B-C-B).
El estribillo tiene una estructura silábica distinta de las estrofas que integran las dos partes, siendo versos octosílabos los impares y eneasílabos (nueve sílabas) los pares. Su mayor particularidad es la rima compleja que sigue, combinando una rima consonante interna de los dos primeros versos («miraste» y «escuchaste»), con una débil rima asonante de los versos impares, y una rima asonante más clara de los versos pares.
El contenido de la letra se refiere a la relación que existe entre el compositor, el proceso de creación y su obra final, la zamba, que para Profili era la canción por excelencia. El autor aclara en el primer verso que todo el proceso creativo está movido por la esperanza. En una bella primera estrofa, Profili define a la zamba naciente como un «sueño del alma», que aparece de pronto como un amor a primera vista («amanecida como un querer»), pero que también puede desvanecerse antes de materializarse («a veces muere sin florecer»).
En la segunda estrofa el autor explica el sentimiento que lo lleva a cantarle a la zamba que va surgiendo en él, ubicándola en el lugar de la mujer amada («tu canto derrama amor») y compañera de baile quien, como en la coreografía de la danza, va acariciándolo con su pañuelo y «envolviendo su corazón». En este sentido, la nieta del autor revive la pasión de su abuelo por la zamba y recuerda: 

Le encantaba el movimiento de los cuerpos, la gracia del pañuelo, la elegancia de su melodía.

Luego del estribillo, las últimas dos estrofas reflejan la angustia existencial del autor ante el desamor y la muerte. En la tercera estrofa, caracterizada por el pesimismo y sin que se pueda establecer si el poeta sigue hablándole a la zamba o a la mujer amada, la letra se refiere a la implacabilidad del paso del tiempo («el tiempo me va matando») y a su efecto destructivo («tu cariño será, será»).
En la cuarta estrofa Profili se refiere a la sinrazón de la vida —«soy polvareda que al viento va»—, y encuentra en la zamba (en la creación artística) la razón de su existencia, pidiéndole —como le pediría a la mujer amada—, que no lo deje, porque de eso depende su vida misma («yo sin tu canto no vivo más»).
En el estribillo el autor cambia el destinatario de sus versos, para hablarle a la estrella, símbolo de la noche, pero también del universo o de Dios. Profili recurre a la estrella, porque ella lo ha escuchado y ha sido testigo «de su padecer», y le pide en un ruego que le permita seguir cantando y queriendo.

Estrella tú que miraste,
tú que escuchaste mi padecer,
estrella, deja que cante,
deja que quiera como yo sé.

## Música
La música sigue un patrón armónico sencillo, con una línea melódica sutil apoyada en el desnivel de la métrica. La armonía básica sigue una secuencia fa sostenido mayor-do sostenido mayor-si mayor. Su simplicidad ha hecho que sea una de las canciones con las que tradicionalmente se comienza el aprendizaje de la guitarra.

Todos empezamos haciendo «Zamba de mi esperanza» con una guitarra.
Soledad Pastorutti.

La melodía de la canción se apoya en gran medida en el desnivel de la métrica de los versos impares y pares. Es la menor extensión silábica de los versos impares lo que obliga a alargar las palabras que la integran, en especial "zamba" y "esperanza", contrastando con los versos pares, en los que la métrica determina un canto fluido, sin las morosidades de los impares. En cada estrofa, la melodía sigue un curso oscilante, apoyado en una sucesión descendente fa-do ("zam-ba"), hasta el bis de los dos últimos versos, en donde asciende a un re en una escala superior, para romper la monotonía anterior. En los dos primeros versos del estribillo ("estrella tú que..."), la canción introduce una nueva línea melódica, más alta, partiendo de la, (la-do-si), para retornar en el tercer verso a la línea melódica de las estrofas.
La versión interpretada por Jorge Cafrune tiene un punteo de guitarra, muy característico, que constituye una creación propia.

## Versiones

### Jorge Cafrune

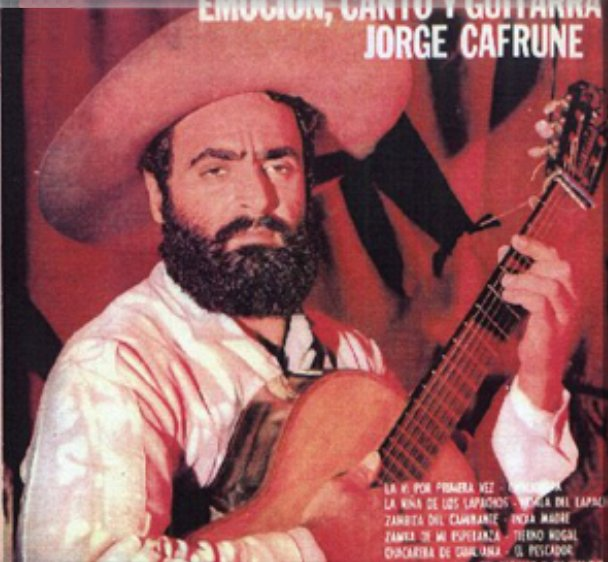
Tapa del álbum Emoción, canto y guitarra (1964), en el que Jorge Cafrune incluyó «Zamba de mi esperanza».

La versión clásica es la de Jorge Cafrune en su quinto álbum solista,  Emoción, canto y guitarra (1964), donde se encuentra como pista 1 del lado A. La versión es de gran sencillez, siendo interpretada solamente mediante su guitarra y su voz, como sugiere el título del álbum. Contiene además la introducción creada por él mismo, un elaborado punteo de guitarra que dura 22 segundos. Con posterioridad Cafrune realizó otras interpretaciones de la canción, siempre respetando la versión original, entre las que se destacan cuatro.
La primera es la que realizara para la película Argentinísima (1972), dirigida por Fernando Ayala y Héctor Olivera, con guion de Félix Luna y Marcelo Simón. Cafrune aparece cantando con su guitarra «Zamba de mi esperanza» frente a la capilla de Purmamarca, y a lo largo de la interpretación se van mostrando distintos sitios de su provincia natal, como Tilcara y Humahuaca, para terminar con una imagen del bajorrelieve izquierdo del Monumento a los Héroes de la Independencia, localizado en esta última población.
La segunda, fue la que realizara en el recital que diera en Nueva York el 11 de noviembre de 1974 en las Naciones Unidas, y que fuera registrado en su último álbum, Jorge Cafrune en las Naciones Unidas, lanzado en 1976.
La tercera fue llevada a cabo en el programa La Hora de Raffaella Carrá transmitido por la Televisión Española, en 1976, cuando la canción ya había sido prohibida en la Argentina por la dictadura instalada ese año. Esta actuación de Cafrune le abrió las puertas del éxito en España e instaló a «Zamba de mi esperanza», como uno de los grandes temas del cancionero hispanoamericano. De esta versión queda el video grabado durante el programa.
La cuarta es la que realizara pocos días antes de morir, fuera de programa, a pedida del público y a pesar de la prohibición del tema por la dictadura gobernante, en el Festival de Cosquín, y a la que se le atribuye ser la causa de su posible asesinato. La misma fue realizada en enero de 1978 y antes de cantar, Cafrune pronunció la frase «aunque no esté en el repertorio autorizado, si mi pueblo me la pide la voy a cantar». De la misma no se ha difundido ningún registro.
Cafrune también registró una versión de la canción con Marito, un niño con el que grabó dos álbumes que gozaron de amplia difusión. La versión conjunta de «Zamba de mi esperanza» está incluida en el álbum De mi madre, publicado en 1972.

### Los Chalchaleros

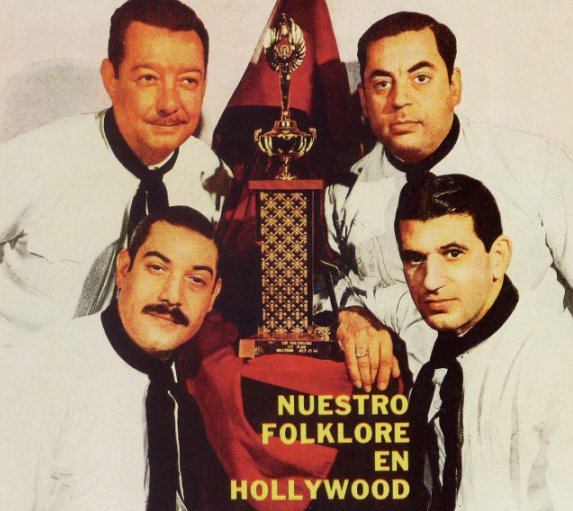
Tapa del álbum Nuestro folklore en Hollywood (1965), en el que Los Chalchaleros incluyeron «Zamba de mi esperanza». Fue uno de los temas principales de su repertorio y más representativos de su estilo.

Además de Cafrune, a «Zamba de mi esperanza» también se la identifica con Los Chalchaleros. El conjunto salteño, uno de los más importantes de la historia de la música folclórica de Argentina, incluyó la canción en su repertorio en 1965, lanzándola ese año en un simple y en el álbum Nuestro folklore en Hollywood, con el título de «De mi esperanza». El álbum registra el momento de consolidación del estilo del conjunto, y de su consagración internacional, al recibir el premio de mejor intérprete de música folclórica de Sudamérica, en el Festival Iberoamericano organizado en el Hotel Beverly Hilton de Los Ángeles. En ese momento el grupo estaba integrado por Víctor «Cocho» Zambrano, Ricardo «Dicky» Dávalos, Ernesto Cabezas y Juan Carlos Saravia. Los Chalchaleros le dieron a esta zamba un
estilo chalchalero.
Entre las muchas versiones de «Zamba de mi esperanza» realizadas desde entonces por Los Chalchaleros se distinguen tres:
- La que grabaron en 1974, en "Sus grandes éxitos, 1974", como el primer tema del Lado 1 (tema 1 de un disco compacto). Haber sido incluida en el álbum como primer tema le da su significado especial para la popularidad.
- La que realizaran en el álbum doble Todos somos chalchaleros, Disco 1 (2000), donde mediante una técnica de compaginación en la grabación del tema, cantan la zamba con Jorge Cafrune, ya fallecido para entonces. La versión incluye el clásico punteo introductorio de Cafrune y es especialmente emotiva, en el marco de un álbum en el que Los Chalchaleros cantan junto con otros grandes del folclore argentino.[21]
- La que realizaran en su concierto de despedida, en 2004, y que fuera registrada en el álbum La noche final, el último de Los Chalchaleros. Se trata de una versión abreviada y combinada con otra zamba, «Jamás», en la que sólo cantan la primera parte. Su valor radica en el hecho de haber sido cantada con el público, como si hubiera sido cantada a dos voces, habiendo sido perfectamente reproducido en el registro.[22]

### Otras versiones

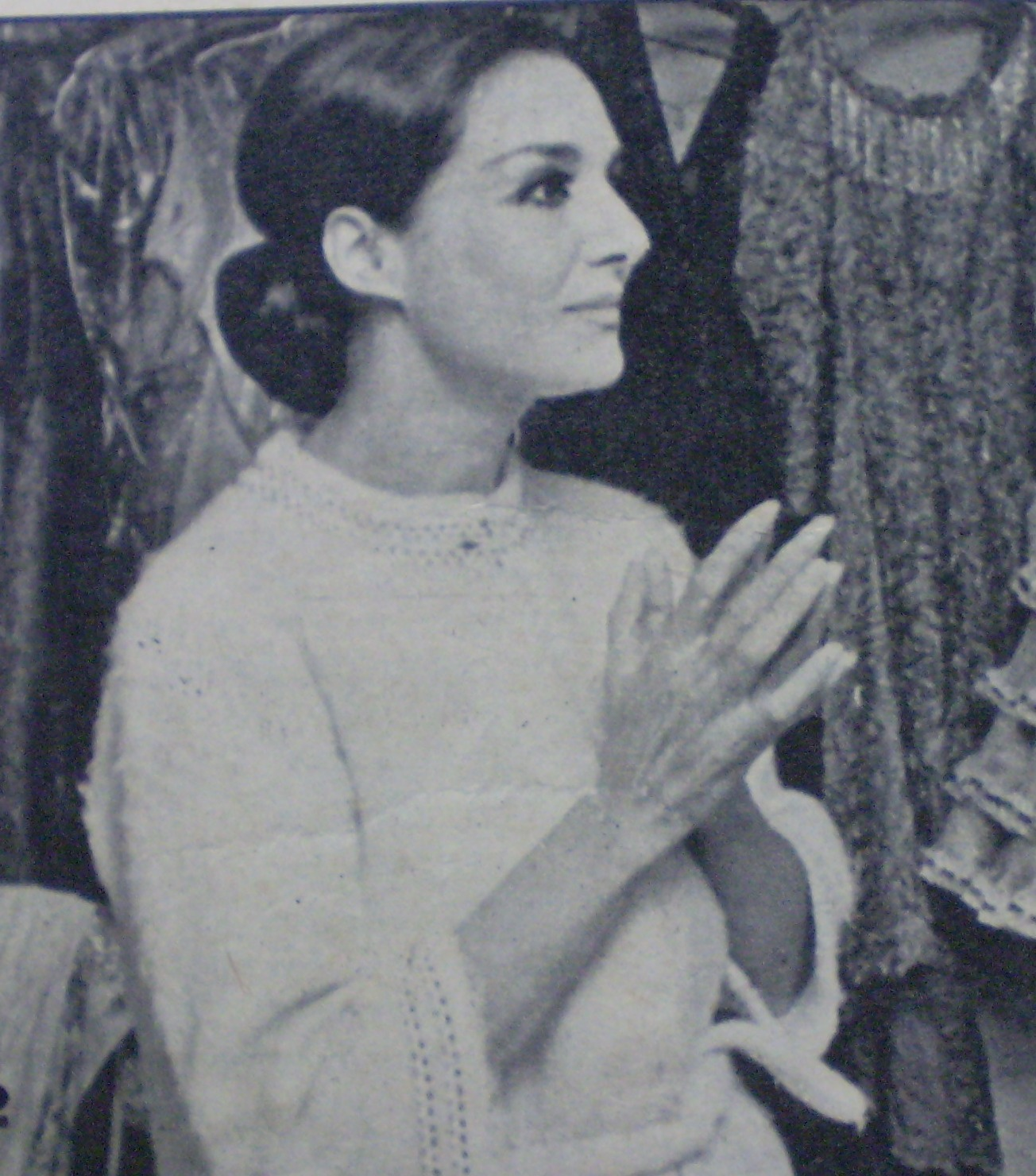
Nati Mistral la grabó en España en 1972.

Dentro del ámbito estrictamente folklórico, otras versiones destacadas de la canción, han sido realizadas por el Grupo Vocal Argentino en su segunda etapa (grabada en 1976 pero que la censura impidió que se publicara hasta 1990 en el álbum Sueño del alma), Los Visconti en 1983, y por Yamila Cafrune, hija de Jorge Cafrune, en 2006.
Fuera del ámbito estrictamente folklórico, también han interpretado la canción:
- Nati Mistral, que grabó «Zamba de mi esperanza» en 1972 y la lanzó en España, como lado B de un simple. La versión de Nati Mistral acelera un poco el ritmo clásico de la canción y se apoya en dos guitarras que le infunden un aire chabuqueño, a la vez que su canto conversado e inconfundiblemente español, atenúa los límites rítmicos estrictos de la zamba.[26]
- La Portuaria, en su álbum clásico Devorador de corazones (1993);[27]
- Andrés Calamaro, cantándola combinada con la zamba «Alfonsina y el mar», en el álbum El cantante (2004).[28]
- Manolo Juárez, interpretándola en solo de piano en el marco de un recital dado en el Teatro Colón, en febrero de 2003, y luego lanzado como álbum, Manolo Juárez en El Colón (2005).[29] Se trata de una versión que incluye variaciones diseñadas por Juárez, quien recibiera excelentes críticas por su trabajo.[30]
- María Dolores Pradera y Los Sabandeños, incluyéndola en su álbum Al cabo del tiempo (2006). Se trata de dos de los principales representantes de la música canaria, ella con 88 años.[31]
- Horacio Fontova, la incluyó en su espectáculo Folkloreando y otras yerbas (2007), título también de un disco que se encontraba en preparación a comienzos de 2009;[32] Fontova la interpretaba ejecutando la guitarra acústica y acompañado en batería por Puki Maida y en bajo por José Ríos. Se trata de una interpretación clásica y al mismo tiempo moderna, debido a los instrumentos y al uso de armonías complejas. Fontova también ejecutó la canción en el Concierto Homenaje al 30 Aniversario de las Madres de Plaza de Mayo realizado en la Plaza de Mayo en 2007. En esa oportunidad fue acompañado por la Orquesta Nacional Juan de Dios Filiberto dirigida por Gustavo Spatocco, que aportó un estilo interpretativo novedoso, de influencias tangueras.[4]

### Para ver y oír
- Video en YouTube. "Zamba de mi esperanza", por Jorge Cafrune en el programa La hora con Raffaella Carra por la Televisión Española TVE
- Video en YouTube. "Zamba de mi esperanza", por Los Chalchaleros

- Datos: Q6170839